# Alpoyeca (kommun)
Alpoyeca är en kommun i Mexiko.   Den ligger i delstaten Guerrero, i den sydöstra delen av landet, 210 km söder om huvudstaden Mexico City. Antalet invånare är 5 848. Arean är 155 kvadratkilometer.
Terrängen i Alpoyeca är kuperad åt sydost, men åt nordväst är den bergig.
Följande samhällen finns i Alpoyeca:
- Alpoyeca
- San José Buenavista
- Tecoyo